# 12771 Kimshin
12771 Kimshin è un asteroide della fascia principale. Scoperto nel 1994, presenta un'orbita caratterizzata da un semiasse maggiore pari a 2,2414525 UA e da un'eccentricità di 0,1628536, inclinata di 4,81684° rispetto all'eclittica.